# Trent Hindman
Trent Hindman, (né le 20 septembre 1995) à West Long Branch aux États-Unis est un pilote de course automobile internationale américain.

## Palmarès

### Résultats aux24 Heures de Daytona
| Année | Écurie                                                     | Copilotes                                              | Voiture           | Classe | Tours | Pos. | Class Pos. |
| ----- | ---------------------------------------------------------- | ------------------------------------------------------ | ----------------- | ------ | ----- | ---- | ---------- |
| 2017  | BAR1 Motorsports                                           | Tom Papadopoulos Johnny Mowlem Adam Merzon David Cheng | Oreca FLM09       | PC     | 616   | 30e  | 2e         |
| 2018  | Michael Shank Racing avec Curb Agajanian Performance Group | A. J. Allmendinger Katherine Legge Álvaro Parente      | Acura NSX GT3     | GTD    | 751   | 22e  | 2e         |
| 2019  | Meyer Shank Racing avec Curb Agajanian Performance Group   | Mario Farnbacher Justin Marks AJ Allmendinger          | Acura NSX GT3 Evo | GTD    | 561   | 21e  | 5e         |